# Домна (Читинський район)
До́мна (рос. Домна) — село у складі Читинського району Забайкальського краю, Росія. Адміністративний центр та єдиний населений пункт Домнинського сільського поселення.

## Населення
Населення — 6686 осіб (2010; 6874 у 2002).
Національний склад (станом на 2002 рік):
- росіяни — 93 %

## Географія
Розташовано в 32 кілометрах на південний захід від Чити, на лівому березі річки Інгоди, в місці впадіння річки Домна.